# Eleições parlamentares europeias de 1989 (Bélgica)
As eleições parlamentares europeias de 1989 na Bélgica, realizadas a 18 de Junho, serviram para eleger a delegação do país para o Parlamento Europeu. O colégio eleitoral flamengo elegeu 13 membros e o colégio eleitoral francês elegeu 11 membros. 

## Resultados Nacionais

### Colégio Flamengo
| Partido | Partido                         | Votos     | %               | +/-  | Deputados | +/-     |
| ------- | ------------------------------- | --------- | --------------- | ---- | --------- | ------- |
|         | Democratas-Cristãos e Flamengos | 1 247 075 | 34,08 / 100,00  | 1,55 | 5 / 13    | 1       |
|         | Partido Socialista              | 733 242   | 20,04 / 100,00  | 8,09 | 3 / 13    | 1       |
|         | Liberais e Democratas Flamengos | 625 561   | 17,10 / 100,00  | 2,91 | 2 / 13    | Estável |
|         | Agalev-Groen                    | 446 539   | 12,20 / 100,00  | 5,12 | 1 / 13    | Estável |
|         | União Popular                   | 318 153   | 8,70 / 100,00   | 5,21 | 1 / 13    | 1       |
|         | Vlaams Blok                     | 241 117   | 6,59 / 100,00   | 4,49 | 1 / 13    | 1       |
|         | Outros                          | 47 219    | 1,29 / 100,00   |      | 0 / 13    |         |
| Total   | Total                           | 3 658 906 | 100,00 / 100,00 |      | 13 / 13   |         |

### Colégio Francês
| Partido | Partido                            | Votos     | %               | +/-  | Deputados | +/-     |
| ------- | ---------------------------------- | --------- | --------------- | ---- | --------- | ------- |
|         | Partido Socialista                 | 854 207   | 38,13 / 100,00  | 4,09 | 5 / 11    | Estável |
|         | Partido Social Cristão             | 476 795   | 21,28 / 100,00  | 1,81 | 2 / 11    | Estável |
|         | Partido Reformador Liberal         | 423 479   | 18,90 / 100,00  | 5,24 | 2 / 11    | 1       |
|         | Ecolo                              | 371 053   | 16,56 / 100,00  | 6,71 | 2 / 11    | 1       |
|         | Frente Democrática dos Francófonos | 85 867    | 3,83 / 100,00   | 2,55 | 0 / 11    | Estável |
|         | Outros                             | 28 993    | 1,29 / 100,00   |      | 0 / 11    |         |
| Total   | Total                              | 2 240 394 | 100,00 / 100,00 |      | 11 / 11   |         |